# Iota Horologii
Iota Horologii (ι Hor / HD 17051) es una estrella de magnitud aparente +5,40 en la constelación de Horologium visualmente situada al suroeste de la variable R Horologii. Al estar en una constelación menor del hemisferio sur no tiene nombre tradicional.
En 1999 se anunció el descubrimiento de un planeta extrasolar alrededor de Iota Horologii.

## Características físicas
Iota Horologii se encuentra a 50,6 años luz del sistema solar, siendo χ Eridani, a 7,3 años luz, el sistema estelar conocido más próximo a ella.
Es una enana amarilla de tipo espectral F9V o G0V similar al Sol en cuanto a masa y radio, aunque su luminosidad es un 80 % mayor que la solar. Su temperatura superficial, 6110 K, es 330 K más alta que la del Sol.
La velocidad de rotación de Iota Horologii es igual o superior a 6,2 km/s, tres veces más elevada que la del Sol. Muestra mayor actividad cromosférica que nuestra estrella y tiene una edad aproximada de 625 millones de años, mucho menor que los 4600 millones de años de edad del Sol.
Su movimiento a través del espacio coincide con el del cúmulo de las Híades, de donde parece que fue expulsada y del que actualmente está separada 130 años luz; su alto contenido en helio y metales, así como su edad, apoyan dicha relación.
La estrella pertenece a la corriente de Híades.

## Composición química
Como la mayor parte de las estrellas con planetas, Iota Horologii presenta una elevada metalicidad, aproximadamente un 50 % mayor que la solar ([Fe/H] = +0,19).
Otros elementos como níquel y silicio son también sobreabundantes en relación con el Sol.
Con el fin de estudiar la composición de hipotéticos planetas terrestres, se han evaluado las relaciones C/O y Mg/Si en Iota Horologii.
La relación C/O —igual a 0,66— implica que, como en la Tierra, el silicio sólido fundamentalmente se encontraría formando cuarzo y silicatos.
Sin embargo, la relación Mg/Si —que controla la composición exacta de los silicatos de magnesio— es 0,79, lo que conlleva que, de existir planetas terrestres, estos puedan ser del tipo «Tierras ricas en silicio».
Por otra parte, su contenido de berilio es comparable al solar pero el de litio (logє[Li] = 2,66), es notablemente más alto que en nuestra estrella.

## Sistema planetario
El planeta, denominado Iota Horologii b, se mueve en una órbita excéntrica a una distancia de 0,93 UA de la estrella, similar a la que separa la Tierra del Sol. No obstante, el planeta es muy diferente al nuestro, ya que con una masa al menos el doble de la de Júpiter probablemente sea un gigante gaseoso. Su periodo orbital es de 320 días. La distancia a la que se encuentra de su estrella permite la existencia de agua líquida; los posibles satélites de este mundo pueden ser mayores que los de Júpiter y químicamente similares a nuestros planetas terrestres.
| Acompañante (En orden desde la estrella) | Masa (MJ)     | Período orbital (días) | Semieje mayor (UA) | Excentricidad |
| ---------------------------------------- | ------------- | ---------------------- | ------------------ | ------------- |
| Iota Horologii b                         | > 2,26 ± 0,18 | 320,1 ± 2,1            | 0,925 ± 0,104      | 0,161 ± 0,069 |

En 2000 se anunció la existencia de un disco de polvo alrededor de la estrella pero resultó ser un artificio instrumental.